# Ацетат марганца(III)
Ацетат марганца(III) — неорганическое химическое соединение,
соль марганца и уксусной кислоты с формулой Mn(CH3COO)3,
коричневые кристаллы,
гидролизуется в водных растворах,
образует кристаллогидраты.

## Получение
- Окисление ацетата марганца(II) перманганатом калия в ледяной уксусной кислоте:

{\displaystyle {\mathsf {4Mn(CH_{3}COO)_{2}\cdot 4H_{2}O+KMnO_{4}+8CH_{3}COOH\ {\xrightarrow {}}}}}
{\displaystyle {\mathsf {{\xrightarrow {}}\ 5Mn(CH_{3}COO)_{3}\cdot 2H_{2}O\downarrow +CH_{3}COOK+10H_{2}O}}}
- Безводную соль получают растворением нитрата марганца в уксусном ангидриде:

{\displaystyle {\mathsf {4Mn(NO_{3})_{2}\cdot 6H_{2}O+30(CH_{3}CO)_{2}O\ {\xrightarrow {}}}}}
{\displaystyle {\mathsf {{\xrightarrow {}}\ 4Mn(CH_{3}COO)_{3}+8NO_{2}+O_{2}+48CH_{3}COOH}}}

## Физические свойства
Ацетат марганца(III) образует коричневые кристаллы. В водных растворах подвергается полному гидролизу.
Растворяется в этаноле.
Образует кристаллогидраты состава Mn(CH3COO)3•2H2O.